# Strage di Chiusa Gesso
La strage di contrada Chiusa di Gesso fu una strage nazista compiuta dalla Wehrmacht a Messina il 14 agosto 1943, durante la seconda guerra mondiale. Le vittime furono cinque carabinieri e un civile. Un altro carabiniere, Santo Graziano, si salvò poiché i tedeschi lo credettero morto.

## Storia
Alcuni soldati tedeschi presenti a Messina stavano rubando nella villa di Matteo D'Agostino, difesa dal nipote di questo, Stefano Giacobbe. Arrivarono 5 carabinieri e un appuntato del distaccamento di Tarantonio della sezione dell'Arma di Castanea delle Furie per cercare di fermare i tedeschi, che uccisero Giacobbe e portarono i carabinieri 40 metri più lontano, dove li fucilarono. Il carabiniere Santo Graziano, fortunatamente, viene colpito di striscio. Finse di essere morto e si accasciò a terra. Miracolosamente viene sfiorato anche dal colpo di grazia, salvandosi. Tutti gli altri morirono.
La relazione della strage fu scritta dal comandante della stazione dei carabinieri Francesco Tranchina il 15 gennaio 1944.

## Vittime
- Antonino Caccetta, 33 anni, carabiniere
- Antonino Da Campo, 29 anni, carabiniere
- Stefano Giacobbe
- Nicola Pino, 33 anni, carabiniere
- Tindaro Ricco, 43 anni, carabiniere
- Antonio Rizzo, 42 anni, carabiniere